# Rudolf Colloredo
Rudolf Colloredo, avstrijski general, * 2. november 1585, † 24. februar 1657.